# Ikono (Nigeria)
Pour les articles homonymes, voir Ikono.
Ikono (en Yoruba Agbègbè Ìjọba Ìbílẹ̀ Ikono), est une zone de gouvernement local de l'État d'Akwa Ibom au Nigeria.

## Source
- (en) Cet article est partiellement ou en totalité issu de l’article de Wikipédia en anglais intitulé « Ikono » (voir la liste des auteurs).